# (11041) Fechner
(11041) Fechner (1989 SH2) – planetoida z pasa głównego asteroid okrążająca Słońce w ciągu 3,68 lat w średniej odległości 2,38 j.a. Odkryta 26 września 1989 roku.